# Zafferano (araldica)
In araldica il fiore di zafferano compare di frequente nelle armi civiche di zone in cui è presente tale coltivazione.

Fiore di zafferano nello stemma di Alborea, Spagna
Quattro fiori di zafferano sulla bordura (Albatana, Spagna)
Fiore di zafferano di verde (Plou, Spagna)
Nel secondo quarto, quattro fiori di zafferano, posti due e due, di argento (Turri)

## Traduzioni
- Francese: safran
- Inglese: saffron
- Spagnolo: azafrán